# G-Clef Shinkobe Tower
La G-Clef Shinkobe Tower, (ジークレフ新神戸タワー) est un gratte-ciel résidentiel construit à Kōbe de 2006 à 2009. Il mesure 151 mètres de hauteur, comprend 192 appartements sur 42 étages pour une surface de plancher de 38 714 m2.
Il fait partie des 10 plus hauts gratte-ciel de Kobe.
L'immeuble a été conçu par la société Shimizu Corporation.